# Victoriahem
Victoriahem är resultatet av sammanslagningen av bostadsbolagen Victoria Park och Hembla. Ägare till Victoriahem är tyska fastighetsbolaget Vonovia.
Victoriahem äger och förvaltar 40 000 lägenheter i 31 kommuner och är Sveriges största privata hyresvärd. Victoriahems fokus är att långsiktigt äga, förvalta och rusta upp bostäder i miljonprogramsområden. 
Victoriahem är associerad medlem i Sveriges Allmännytta och gick med i Allmännyttans klimatinitiativ i februari 2022.
2022 och 2023 tilldelades Victoriahem Kundkristallen för största lyft i serviceindex i kategorin bostadsföretag med fler än 11 000 lägenheter.   